# Annona dunalii
Annona dunalii este o specie de plante angiosperme din genul Annona, familia Annonaceae, descrisă de Nathaniel Wallich. Conform Catalogue of Life specia Annona dunalii nu are subspecii cunoscute.